# Polder Abbenbroek
De Polder Abbenbroek was een polder en waterschap in de gemeente Nissewaard (voorheen Abbenbroek en daarna Bernisse) in de Nederlandse provincie Zuid-Holland.
Het waterschap was in 1811 ontstaan als de (gedeeltelijke) rechtsopvolger van het gelijknamige Ambacht.
Het waterschap was verantwoordelijk voor de waterhuishouding in de polder.